# 표트르 차이콥스키
표트르 일리치 차이콥스키(1840년 5월 7일~1893년 11월 6일) 혹은 표트르 차이코프스키는 러시아 제국의 작곡가, 지휘자이다. 낭만주의 시대에 활동했으며 국제적으로 지속적인 영향을 미친 최초의 러시아 작곡가로 평가받는다. 그는 클래식 레퍼토리에서 가장 널리 연주되는 관현악 및 극장 음악 작품을 작곡했으며, 대표적인 작품으로는 발레 《백조의 호수》, 《호두까기 인형》, 《1812년 서곡》, 피아노 협주곡 1번, 바이올린 협주곡, 《로미오와 줄리엣 서곡 환상곡》, 여러 개의 교향곡, 그리고 오페라 《예브게니 오네긴》 등이 있다.
차이콥스키는 어린 시절부터 음악적 재능을 보였으나, 당시 러시아에서는 음악가로서의 경력을 쌓을 기회가 거의 없었으며, 공공 음악 교육 시스템도 존재하지 않았다. 이에 따라 그는 행정 관료로서의 경력을 쌓기 위해 교육을 받았으나, 이후 음악 교육의 기회가 열리면서 갓 설립된 상트페테르부르크 음악원에 입학하여 1865년 졸업하였다.
차이콥스키가 상트페테르부르크 음악원에서 받은 서구식 정통 음악 교육은 동시대 러시아 민족주의 음악을 대표하는 러시아 5인조 작곡가들과 차별되는 요소였다. 그는 이들과 전문적인 관계를 유지했지만, 음악적 접근 방식에서는 혼합된 태도를 보였다. 특히1860년대에는 러시아의 민족주의 음악파인 러시아 5인조의 지도자 밀리 발라키레프와 교제하여 국민악파 음악의 영향을 받았으나 후반에는 낭만주의 경향의 곡을 작곡하였으며 베토벤, 슈베르트의 전통을 러시아로 확산시켰다. 말년에는 유럽 순회 공연을 다녀 성공하기도 했다.
차이콥스키가 받은 음악 교육은 그가 학습한 서구 음악 이론과, 어린 시절부터 접해 온 러시아의 전통 음악을 조화롭게 융합하는 과정으로 이어졌다. 이러한 융합을 통해 자신만의 색채를 유지하면서도 분명히 러시아적인 스타일을 구축하였다. 러시아 음악의 선율, 화성 및 기타 음악적 원칙들이 서유럽 음악과 상당히 다르다는 것은, 러시아의 음악을 서구식 대편성 곡에 적용하는 것을 어렵게 만드는 주요 요인이었다. 또한, 러시아와 서유럽 음악의 스타일 차이 역시 이 둘을 섞는 것을 어렵게 만들었다. 이로 인해 차이콥스키는 러시아의 토착적인 요소와 서구에서 받아들인 요소 사이에서 정체성의 혼란을 겪었으며, 표트르 대제 이후로 점점 더 분리되어 갔다. 이러한 문화적 분열은 러시아 지식인들 사이에서 국가 정체성에 대한 불확실성을 초래하였으며, 이는 곧 차이콥스키의 음악적 여정 및 음악적 자존감에도 그대로 반영되었다.
차이콥스키는 대중적인 성공을 많이 거두었음에도 불구하고, 개인적인 위기와 우울증이 그의 삶을 지속적으로 흔들었다. 차이콥스키는 어린 시절 기숙학교에 보내지며 어머니와 조기 이별한 경험, 이후 어머니의 이른 죽음, 가까운 친구이자 동료였던 니콜라이 루빈스타인의 사망, 안토니나 밀류코바와의 실패한 결혼, 그리고 13년 동안 후원해 온 부유한 후원자 나데즈다 폰 메크와의 관계 단절 등 어려운 일들을 많이 겪었다. 차이콥스키의 동성애 성향 역시 그에게 큰 고통이 되었을 것으로 분석되어왔다. 다만, 현대에는 동성애가 그의 삶과 음악에 미친 영향이 과장되어있다는 비판 역시 제기된다.
그는 교향곡 6번 《비창》을 조카 블라디미르 다비도프에게 헌정했는데, 다비도프에게 보낸 편지에서 표현된 감정들이 두 사람 사이의 낭만적 사랑의 증거로 해석되기도 한다. 특히, 다비도프가 훗날 자살하면서 이러한 해석은 더욱 힘을 얻게 되었다. 차이콥스키는 53세의 나이에 갑작스럽게 사망했으며, 대외적으로 그 원인은 콜레라 감염으로 알려져 있다. 그러나 콜레라가 실제 사인이었는지, 혹은 자살인지 여부에 대해서는 논쟁이 계속되고 있다.
차이콥스키의 음악은 청중들에게 지속적인 인기를 끌었지만, 비평가들의 의견은 처음에는 엇갈렸다. 일부 러시아인들은 그의 음악이 러시아의 전통적 음악 가치를 충분히 반영하지 못한다고 느꼈으며, 유럽에서 그의 음악이 받아들여진 이유도 서구적 요소 때문이라는 의심을 품었다. 한편, 일부 유럽 비평가들은 차이콥스키의 음악이 단순한 이국적 요소를 넘어선 보다 본질적인 가치를 제공한다고 평가하며, 그가 러시아 클래식 음악에 대한 전형적인 고정관념을 초월했다고 보았다. 반면, 다른 유럽 비평가들은 그의 음악이 서구적 작곡 원칙을 엄격히 따르지 않았기 때문에 결함이 있다고 평가절하하기도 했다.

## 생애

### 생애 초반

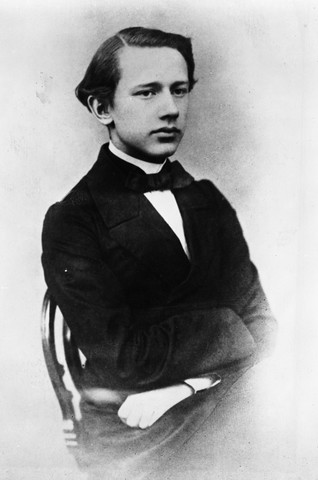
1863년의 차이콥스키

표트르 차이콥스키는 우랄지방의 외딴 시골 캄스코보스킨스크의 광산촌 숙소에서 태어났다. 아버지 일리야 페트로비치(1795 - 1880)는 우크라이나계의 정부 탄광 공학자였고, 하급 관료로 러시아 제국 정부 소유 광산의 감독관을 지내기도 했다. 어머니 알렉산드라는 일부 프랑스계였다. 표트르에게는 위로 이복누이와 형이 한 명씩 있었고, 또한 친여동생 알렉산드라와(1842년생)과 1843년 리폴리트, 쌍둥이 형제로 작가인 친동생 모데스트 일리치 차이콥스키와 안토니 일리치 차이콥스키 형제가 있었다. 아버지 일리야는 러시아 제국의 하급 관료였지만 경제적으로 상당히 무능력하였고, 가정에도 상당히 무관심하였다.
그는 우크라이나계 사람으로 증조부 표도르 차이카(Fyodor Chaika)가 표트르 대제 때 러시아군 장교로 폴타바 전투에 참전하고 러시아에 정착하였다. 할아버지 표트르 표도르비치 차이카는 페테르부르크에서 의료 훈련, 군의보조원으로 일했고, 아버지 일리야는 러시아 육군 중령, 야금학기술자연구소 산하 과학위원회 위원 등을 지냈다. 아버지 일리야는 본처와의 사이에서 딸 지나이다를 남기고 젊었을 때 죽어 1833년 육군 중령으로 있을 때 재혼하였다. 캄스코-보트킨스크 광산 금속공장 수석 감독관 등을 지냈다. 어머니인 알렉산드리아는 프랑스인과 독일인의 피가 섞인 러시아 혼혈인 여성으로, 외할아버지 아시에르(Assier)는 독일계 프랑스인이었다. 그러나 외할아버지는 간질병 환자였고, 어머니 알렉산드리아 역시 병약하였다. 그리고 차이콥스키 역시 신체적으로 허약하였다.
차이콥스키는 4세 때부터 피아노를 치기 시작했으나, 그는 어려서 가정교사를 초빙하여 역사, 지리, 문학, 불어와 독어 등을 배웠는데 어학쪽에 더욱 재능을 보여 6, 7세에 벌써 독어, 불어를 구사할 정도였다고 한다. 당시 러시아 상류사회의 관습도 있었고 어머니가 프랑스계 여성이었기 때문에 그는 프랑스인 여자 가정교사에게 교육을 받았다. 그는 그 프랑스 출신 가정교사를 무척 좋아했으나 아버지 일리야가 전근가면서 모스크바로 발령났다가, 그리고 나중에는 상트페테르부르크로 옮기면서 1848년 그 가정교사는 그만두게 되었다. 그녀를 잘 이해하고 따르던 소년 차이콥스키는 그녀와 헤어질 때 받은 충격으로 그는 말수 적은 아이로 변하게 되었다고 한다. 이때의 가정교사와의 이별의 충격은 페테르부르크의 법률학교 기숙사 생활 때까지도 갔다고 한다.

### 법률학교 시절
차이콥스키는 어려서부터 음악적으로 조숙했지만 그의 부모로부터 음악에 대한 그의 관심은 적극적인 후원을 받지 못했는데, 그의 부모는 음악가로는 돈을 벌수 없다고 판단한데다가 어려서부터 잔병치레가 잦고 신경이 예민한 그의 건강에 음악공부나 한가지에 몰입하는 것은 건강에 좋지 못한 영향을 미칠 것으로 생각했기 때문이었다. 1848년 상트페테르부르크로 이사한 후 차이코프스키는 홍역 후유증 혹은 외할아버지의 간질병 유전 인자가 원인일 수 있는 뇌 중앙 신경 계통에 문제가 발생하여 차후 빈번한 신경 쇠약 증세가 발생하면서 그를 괴롭혔다. 1850년 차이콥스키는 상트페테르부르크에서 그 당시 상류 계급의 풍조에 따라 법률학교의 예과(예비 학과)에 입학했는데 그곳에서 동급생이었던 알렉세이 아푸흐틴을 만나 평생을 친구로 지내였는데 아푸흐틴은 13세 학교재학 중에 벌써 동성애를 알게되어 담임교사와의 동성 관계도 소문이 나 있었다. 곧 법률 학교의 본과로 진학하여 공부한 후 법무성 임용되어 관리로 근무했으나, 공직이 적성에 맞지 않았고 음악에 대한 미련을 버릴 수가 없어 1860년 안톤 루빈시테인이 주재한 음악교실에 입학, 러시아 최초의 음악원으로 개편한 이 교실의 제1기생이 됐다.
유년시절에 따르던 가정교사와의 이별의 충격은 페테르부르크의 법률학교 기숙사 생활 때까지도 계속되어 더욱 견딜 수 없게 하였다. 이 무렵 동성애자임을 자각하게 되었으나, 제정 러시아 당시 종교적 교리와 사회 분위기 상 동성애는 죄악으로 취급되었기에 내성적이고 말수가 적었던 그는 친구가 몇 명 안 되었다. 1854년 지극히 내성적인 성격과 어머니 알렉산드리아가 갑자기 콜레라로 죽자 그는 심한 충격을 받았다. 가정교사와의 이별 과 기숙생활 중 어머니의 죽음은 그에게 연속으로 심리적 부담감을 안겨주었다. 법률 학교는 우수한 성적으로 졸업하였다.

### 상트페테르부르크 음악원 시절
그는 처음에 정규 음악 수업을 받지는 못했다. 법률 학교에 재학하는 동안 산발적으로 받은 성악·피아노·화성법 레슨이 그의 음악교육의 전부였으며, 잦은 관현악단 공연과 오페라 극장 출입이 전부였고 이러한 관현악, 오페라 관람은 부족한 음악 교육을 보완해주었다.
1862년 법무부 서기로 재직하면서 당시 상트페테르부르크에 새로 설립된 상트페테르부르크 음악원 야간반에 입학했다. 아버지의 뜻대로 법무부의 관료가 되었지만 법무부 서기직은 점점 음악에 몰두하는 그를 막을 만큼 흥미있는 일이 못되었다. 하루는 넋을 잃은 채 공문서를 찢어 차근차근 씹어먹다가 그것이 한 장도 남지 않게 되어서야 정신을 차린 일도 있다. 그는 곧 공무원직을 사임하고 상트페테르부르크 음악원의 주간반으로 전반, 음악에만 몰두하여 음악 학도가 되었다.
1864년 알렉산드르 오스트롭스키의 연극 폭풍(The Storm)의 서곡인 관현악곡을 작곡하였다. 폭풍의 서곡을 본 그의 스승 안톤 루빈스타인은 형식에 얽매이지 않는 것과 가볍고 천박해보이기도 한 음악 분위기에 놀랐다고 한다. 1865년말 루빈스타인 형제의 천거로 모스크바 음악원의 화성법 교수로 천거되었다.

### 작곡과 지휘 활동

#### 모스크바 음악원 재직 시절
그 뒤 모스크바 음악원이 설립되자 교관으로 일하다가 1877년 안토니나 밀류코바(혼후 이름: 안토니나 차이콥스카야)와 결혼 후 즉시 별거를 하였고 이 휴유증으로 신경쇠약 치료 차 해외로 가기도 했고, 같은 해 철도 경영자 부호의 미망인 폰 메크 부인을 알게 돼 재정적 지원을 받으면서부터 교직을 떠나 창작활동에 전념했다. 그의 작품은 1854년 14세 때의 《왈츠》에서 시작하여 1893년에 완성된 교향곡 제6번 《비창》(작품번호 74)으로 끝났다. 교향곡 6곡, 미완성의 교향곡 1곡, 교향시 1곡, 오페라 11곡, 발레곡 3곡 이외에도 다수의 실내악곡·피아노곡·가곡 및 협주곡 등이 있다.
1860년대에는 러시아의 민족주의 음악파인 러시아 5인조의 지도자 밀리 발라키레프와 교제를 했으며, 그를 통해 미하일 글린카의 영향을 받기도 했다. 초기의 곡들 중 상당수는 민족주의적인 경향을 띄는 것은 밀리 발라키레프와 미하일 글린카의 영향 때문이었다. 1866년 그의 교향곡 1번 G단조(겨울날의 환상) 작품 13을 작곡하던 중 계속되는 과로로 스트레스를 받으면서 한때 정신적 위기를 겪기도 했지만, 주변의 격려와 호응으로 겨우 이겨냈다. 1866년 1월 모스크바에 집을 마련하면서 편안하게 정착했다. 1860년대말과 1870년대초의 작품들은 상트페테르부르크에서 활동하던 민족주의 작곡가들의 음악 분위기와 동질성을 보여주고 있는데 이는 글린카와 발라키에프의 영향을 받은 결과였다.
1867년 곡 <폭풍우>를 작곡했을 무렵에는 베를리오즈의 영향을 받았으며 1868년 발라키레프를 통해 러시아 5인조로 알려진 민족주의 음악가들과도 교류하게 되었다. 차이콥스키가 자주 만난 음악가들은 무소그르스키, 보로딘, 림스키-코르사코프 등이었다. 한편 발라키레프는 젊은 차이콥스키의 교향적 환상곡을 비판하였으며 관현악작품인 환상서곡 <로미오와 줄리에>의 형성을 지도하였다.
1869년 발라키레프의 제안으로 서곡 〈로미오와 줄리엣 Romeo and Juliet〉을 작곡했다. 차이콥스키를 알았던 사람들이 말하는 그의 본질적인 매력은 민족주의적 희가극 〈대장장이 바쿨라(Vakula the Smith)〉(1874, 초연 1876)에서 가장 잘 나타나고 있으며 이 오페라를 개작한 〈귀여운 구두〉에서는 러시아 5인조 가운데 가장 독창적인 작곡가인 모데스트 무소르크스키가 니콜라이 고골리의 우크라이나 민화를 각색한 오페라 〈소로친스크의 시장(Sorochintsy Fair)〉과 유사한 장점을 지녔다. 그러나 차이콥스키의 오페라는 무소르크스키가 작곡한 그 어떤 오페라보다도 발라키레프의 민속음악적 어법과 더욱 밀접한 관계가 있다.
한편 1870년 이후 그는 발라키레프 일파와는 다소 거리를 유지하면서 지냈는데 그 까닭은 <로미오와 줄리엣>의 작곡과 개정에 발라키레프가 도움을 주었지만 차이콥스키는 발라키레프의 5인조나 페테르부르크의 문하생들과는 달리 음악원에서 전문적으로 공부한 음악가였다는 자부심과 그는 일찍이 자신의 제 1교향곡을 작곡할 때부터 서구적인 방향으로 가기로 결심했기 때문이었다. 그러나 그는 계속 러시아 민요에 대한 관심을 잃지 않았고 그래서 현악 4중주 1번의 느린 악장에는 우크라이나 노래와 비슷한 곡조를 사용하기도 하였다. 그러나 그는 열혈 민족주의자는 아니었다.
1860년대 러시아를 방문한 이탈리아 오페라단의 프리마돈나인 데지레 아르토에게 빠졌다. 그러나 데지레 아르토와의 관계는 오래가지 못했다. 당시 러시아에서는 동성애자들에 대한 시선이 굉장히 부정적이었기 때문에 차이콥스키는 자신이 게이라는 사실을 숨기기 위해 사랑하지 않는 여자와 억지로 결혼할 수밖에 없었다. 1870년대 중반에 그는 신경쇠약과 우울증에 걸려 고생하였다. 한편 모스크바에서 초연 당시 간신히 체면을 유지할 정도의 성공밖에 거두지 못했던 〈예브게니 오네긴〉은 상트페테르부르크에서 공연할 때는 차르의 찬사 덕분에 갑자기 인기를 누리게 되었다.

#### 불행한 결혼 생활
차이콥스키는 자신의 작품 속 〈예브게니 오네긴〉의 여주인공 타탸나에게 연민을 느끼고 있었는데, 이는 그의 첫사랑인 가정교사 혹은 그가 소년 무렵에 짝사랑하던 소녀들 혹은 일찍 요절한 그의 어머니 중의 한 사람, 혹은 그들이 투영된 것이라는 견해가 있다. 한편 모스크바 음악원 당시 제자였던 안토니나 밀류코바가 그를 사랑하게 되자 차이콥스키는 자신이 동성애자임을 알고 있었기에 다른 사람을 사랑한다는 이유를 들어 거절하였다.
그러나 밀류코바가 자신의 사랑을 거절하면 자살하겠다고 하자, 그는 그녀가 잔인하게 쫓겨난 타탸나로 생각되어 연민을 느껴 만나던 중 그녀와의 결혼을 승락했다. 그러나 차이콥스키는 동성애자였고 밀류코바와의 잠자리를 기피하였다. 그는 불완전한 결혼은 성공할 수 없다는 것을 깨닫지 못했고 또한 참으려는 노력도 부족하였다.
아내와의 잠자리를 기피하고 다른 남자 소년들에게 호감과 애정을 느끼는 자신을 발견하면서 차이콥스키는 사회의 시각으로 볼 때 자신은 성적인 면에서 부랑자로 생각하게 됐다. 또한 자신이 외도를 한다는 것에 대한 죄책감에도 사로잡히게 되었다. 밀류코바와의 사이에서는 자녀가 없었는데, 이는 그가 동성애자라는 소문을 확산시키는 원인이 되었다. 그는 아이들을 좋아했지만 자신의 아이는 가지지 못했다.
결국 자녀를 얻을 수 없다는 사실과 동성애자라는 것에 대한 죄악과 자괴감은 그를 오래도록 좌절과 고독 속으로 몰고 갔고, 그는 술에 대한 폭음과 창작으로 위안을 삼았다. 1866년부터 1867년 무렵 우크라이나로 시집가 우크라이나 카멘카에서 살던 여동생의 집에서 여름 휴가를 보냈지만 어느날 자신이 그녀의 아들인 어린 외조카 블라디미르 다비도프를 보고 사랑하게 되면서 바로 모스크바로 되돌아왔다. 그는 자신의 외조카를 성적으로 사랑한 것에 대한 지나친 죄의식과 자괴감에 사로잡혀 한동안 칩거하였다.

#### 작곡, 지휘 활동
1876년 그는 자신의 작품을 지지하는 부유한 미망인 나데츠다 폰 메크를 만나면서 특별한 인연을 쌓게 되었다. 그녀는 차이콥스키에게 충분한 연금을 지불하여 교수직에서 벗어나 작곡에만 몰두하게 했다. 곧 차이콥스키는 모스크바 음악원 교수 직을 사퇴하고 자신만의 작업실에서 작곡 활동에 몰두하거나, 피아노 연주, 지휘 등으로 나날을 보냈다. 차이콥스키는 나데츠다를 만나고 싶어했지만 그녀의 뜻에 의해 두 사람은 한 번도 만나지 못한다. 1877년 교향곡 4번을 작곡하고, 1877년말부터 1878년까지는 푸슈킨의 시에서 영감을 얻어 작곡한 오페라 〈예브게니 오네긴〉을 발표하였다.
1878년 피아노 소타나 G장조 작품 37을 발표했고, 그 해부터는 관현악 모음곡 1번 D단조 작품 43을 써서 1879년에 발표했다. 또한 나데츠다 외에도 그의 또다른 후원자인 황제 알렉산드르 3세 대관식 행사 음악 등을 작곡했다. 한편 이 무렵 그는 상업적인 성공을 목적으로 작곡한 그의 최초의 오페라곡인 〈오를레앙의 처녀〉를 작곡하여 1879년 1년만에 완성시킨다. 본래 오를레앙의 처녀는 예술적인 목적으로 작곡했지만 그가 보기에 먼저 작곡한 〈예브게니 오네긴〉이 대중적인 성공을 거둘 만큼 극적이지 못하다고 판단하면서 상업적인 목적으로 발표한다. 1878년 바이올린 협주곡 D장조 작품35, 1880년 〈현을 위한 세레나데〉 C장조 작품 48, 〈이탈리아 기상곡〉 작품 45 등을 작곡했으며, 1880년말에 작곡한 나폴레옹과 알렉산드르 1세의 전투를 표현한 〈1812년 서곡〉 작품 49도 작곡했는데 1812년 서곡은 큰 인기를 누렸으며, 시연 직전 실제 대포를 발사하여 화제를 모으기도 했다.
차이콥스키의 작품들은 음악회장에서 자주 연주된다. 《피아노 협주곡 1번》, 《바이올린 협주곡》, 교향곡 4·5·6번 등이 유명하다. 《백조의 호수》, 《잠자는 숲 속의 공주》, 《호두까기 인형》 등 발레곡들도 많이 공연되는 작품들이다. 이 외에도 오페라 《예브게니 오네긴》,《스페이드의 여왕》도 서양의 오페라 극장에서 유명한 작품들이다. 감정에 섬세하게 말하는 그의 음악적 성향은 독일 낭만주의 음악 성향과 매우 가깝다.

#### 작곡, 교육 활동
1885년에 작곡한 만프레드 교향곡(Manfred Symphony) 작품 58은 아낌 없는 격찬을 받았는데, 절망적인 상황에 몰린 차이콥스키의 마음을 다시 다잡고 작곡활동에 전념하는 배경이 되었다.
1885년 모스크바 근처 마이다노보에 자신의 집을 샀으며, 1892년에는 소비에트 연방 시절에 차이콥스키 박물관이 된 클린 근처의 단독주택으로 이사가기 전까지 마이다노보의 저택에서 살았다. 이 때는 러시아에서 보다 많은 여행을 시작했는데 코카서스에서 보낸 2번의 휴가는 특별한 휴가였고, 트빌리시에 방문했을 때는 그의 명성을 익히 알던 마을 지식인들과 시청 고위 관리들의 소개로 열렬한 환대를 받고 돌아왔다. 이 무렵까지도 지휘에 대한 거부감과 망설임이 있던 그는〈대장장이 바쿨라〉를 새로 개작하는데, 성공적으로 연주하여 지휘에 대한 어색함을 극복하였다.
1888년 독일의 라이프치히를 방문, 이곳에서 그는 요하네스 브람스와 에드바르 그리그를 만나 음악에 대한 의견을 주고받았다. 이어 함부르크, 베를린 등을 거쳐 프라하로 갔다가 프랑스의 파리를 거쳐 영국의 런던 등을 여행했다. 1888년 한 해 동안 그는 자신의 작품을 지휘하기 위한 유럽 순회 연주 여행을 했으며 그의 음악은 어느 곳에서나 환영을 받았다. 그런데 1888년에 작곡한 교향곡 5번 E단조 작품 64를 비롯한 그의 작품들을 작곡하는 도중 점점 감정적으로 격해져 히스테리와 절망으로 가득 차게 되었다. 이후로는 전에 작곡한 많은 작품들의 지속적인 성공을 거두었지만 내적인 절망은 계속되었다. 1890년 푸시킨의 곡을 각색한 2번째 오페라 〈스페이드의 여왕〉을 발표하였고, 그의 작품 중 특별히 그가 좋아한 발레곡 〈잠자는 숲속의 미녀〉를 발표, 공연하였으나 처음에는 냉담한 반응을 얻었다. 그러나 1890년말 잠자는 숲속의 공주가 인기를 누렸다. 그러나 새로운 작품에 대한 갈채에도 불구하고 우울증과 함께 신경쇠약 증세는 심해졌다. 또한 자신이 정상적인 결혼 생활이 불가능하다는 점과 동성애자라는 점에 대한 주변의 곱지 않은 시선은 그를 더욱 절망으로 몰고 갔다.
한편 모스크바 음악원에 복직한 그는 작곡을 하는 한편 모스크바 음악원에서 작곡과 화성법을 가르쳤으며, 휴가 때에는 러시아 국내나 서유럽에 발표된 새로운 오페라와 비중있는 교향곡 등을 관람하기도 했다.

### 생애 후반

#### 순회 여행
말년의 차이콥스키는 미국과 영국, 프랑스, 독일 등 각지를 순회하며 연주, 지휘, 공연을 하였는데, 1889년에는 영국에 널리 알려졌던 자신의 피아노 협주곡 1번 B♭단조 작품 23을 공연하여 인기를 누렸고, 1893년 영국을 방문했을 때는 런던에서 교향곡 4번을 지휘하여 성공을 거두었다. 1893년 영국 케임브리지 대학에서 명예 음악학 박사 학위를 받기도 하였다.
1889년부터 시작한 4년간의 순회 공연은 모두 성공하였고, 원래 발레곡인 《호두까기 인형》을 연주회용으로 개작한 《호두까기 인형 모음곡》역시 성공을 거두었다. 계속된 연주와 대중적 성공에도 불구하고 그의 정신질환과 조울증 증세는 호전되지 않았다. 1890년 10월 4일 폰 메크 부인은 갑자기 재산을 잃었다며 결별을 통보하는 편지를 보내왔다. 10월 말부터 폰 메크 부인과의 관계와 연금이 끊기자 병세가 더욱 악화되었다. 하지만 오페라《스페이드의 여왕》에서 벌어들이는 인세가 손실을 충당했기 때문에 큰 경제적 어려움은 겪지 않았다. 1891년부터는 국가연금의 수혜자가 되었다. 폰 메크 부인의 일방적인 결별은 그에게 큰 충격을 주었는데 죽기 직전 병상에서 정신착란을 일으키며 그녀의 이름을 격분한 목소리로 반복해서 불렀다고 한다.
폰 메크 부인이 차이콥스키의 후원을 중단한 이유는 정확하게 알려져 있지 않은데 밀류코바와의 관련설 혹은 폰 메크 부인의 사위인 바이올리니스트 블라디슬라프 파클스키가 차이콥스키가 동성애자라는 사실을 장모에게 알렸기 때문이라는 설 등이 있다.

#### 최후
1893년 8월 차이콥스키는 교향곡 6번 B단조 작품 74를 완성하고 그해 10월 상트페테르부르크에서 초연을 지휘했지만 청중들은 야유를 보내거나 호응하지 않았고 그는 실망했다. 그러나 차이콥스키는 망상에 빠져 그릇된 기대를 가졌으며 자신의 작품을 쟁점으로 부각시키려 했다. 차이콥스키는 곧 방송에 출연, 프로그램을 통해 자신의 교향곡 6번에 대한 '신비한' 해설과 더불어 그는 이 작품 안에 그의 모든 영혼을 쏟아서 설명하였으나 청중들로부터 외면을 당했다.
1893년 11월 6일 콜레라로 상트페테르부르크에서 향년 53세로 사망했다. 그러나 1979년 소련의 문화성에서 부검한 결과 비소 중독이라는 결론이 나와 사인에 대해서는 논란의 여지가 있다. 그의 6번째 작품이자 총결산이랄 수 있는 《비창》교향곡을 자신의 지휘로 상트페테르부르크에서 초연하고 1주일 후였다. 게다가 교향곡 7번을 동시작곡하다 미완성으로 남기고 세상을 떠났다.

### 사후
동생인 모데스트의 집으로 시신이 옮겨졌다가 그해 11월 10일 알렉산드르 넵스키 수도원 묘지에 안장되었다. 그의 장례식에는 인파가 들끓었고, 그가 매장될 때 수도원 묘지에는 8천명의 조문객이 찾아왔었다.
조카 다비도프와 동생 모데스트는 그의 사후 차이콥스키 박물관, 기념사업을 하였으나 다비도프는 모르핀 환자로 권총 자살하게 되고 그의 차이코프스키 관련 유산은 모두 삼촌 모데스트에게로 넘긴다는 유언장을 작성하였다. 차이코프스키 박물관에 관여한 또 한 사람은 알렉세이 사프로노프로서 12세인 1871년 차이콥스키의 개인 하인 자격으로 그의 형과 함께 차이코프스키집에서 거주하면서 개인 일을 도맡아 관리한 사람으로 차이코프스키와 동성애 관계에 있던 사람이다.

## 작품 목록

### 교향곡
- 《교향곡 1번 '겨울날의 환상'》
- 《교향곡 2번 '소러시아'》
- 《교향곡 3번 '폴란드'》
- 《교향곡 4번》
- 《교향곡 나단조 '만프레드'》
- 《교향곡 5번》
- 《교향곡 내림마장조 (미완성)》
- 《교향곡 6번 '비창'》

### 협주곡
- 《피아노 협주곡 1번》
- 《바이올린 협주곡》
- 《로코코 주제에 의한 변주곡》

### 관현악곡
- 《1812년 서곡》
- 《로미오와 줄리엣 - 환상 서곡》
- 《슬라브 행진곡》
- 《프란체스카 다 리미니》
- 《이탈리아 기상곡》

### 챔버 오케스트라를 위한 곡
- 《현을 위한 세레나데 C 장조》
- 《플로렌스의 추억》

### 발레음악
- 발레 - 《백조의 호수》
- 발레 - 《잠자는 숲 속의 공주》
- 발레 - 《호두까기 인형》

### 오페라
- 오페라 - 《예브게니 오네긴》
- 오페라 - 《스페이드의 여왕》
- 오페라 - 《마제파》

## 기타
한국에는 1970년대부터 그의 음악이 광고삽입곡 등으로 본격적으로 소개되었다. 낭만주의적이고 아름다운 선율로 인기를 얻기도 했다.

## 참고 자료
- 제러미 시프먼, 《차이콥스키, 그 삶과 음악》(김형수 역, 포노, 2011). ISBN 978-89-93818-23-9

### 내용주
1. ↑  미국 의회도서관에서는 그의 이름 로마자 표기를 'Peter Ilich Tchaikovsky'로 규정하고 있으며 이름 '표트르'는 'Piotr' 또는 'Petr', 부칭 '일리치'는 'Ilitsch' 또는 'Il'ich', 성씨 '차이콥스키'는 'Tschaikowski', 'Tschaikowsky', 'Chajkovskij', 또는 'Chaikovsky'로도 변환된다. 차이콥스키는 자신의 이름을 프랑스어로는 'P. Tschaïkowsky/Pierre Tschaïkowsky', 독일어로는 'Peter Tschaikowsky'로 서명했다. 러시아어 로마자 표기법을 적용할 경우 위키백과 러시아어 표기법으로는 'Pyotr Ilyich Chaykovsky', ISO 9로는 'Pëtr Ilʹič Čajkovskij', ALA-LC로는 'Pëtr Ilʹich Chaĭkovskiĭ', BGN/PCGN으로는 'Pëtr Il'ich Chaykovskiy'가 된다.[1]
2. ↑  러시아는 19세기까지 구력을 사용했고 그의 생애기간은 구력을 적용할 경우 1840년 4월 25일부터 1893년 10월 25일까지이다. 일부 문헌들은 그의 생애기간을 구력을 기준으로 표기하고 있다.

### 참조주
1. ↑  “Russian – BGN/PCGN transliteration system”. 《transliteration.com》. 2024년 7월 4일에 확인함.
2. ↑  러시아어: Пётр Ильи́ч Чайко́вский, 러시아어 발음: [ˈpʲɵtr ɨˈlʲjitɕ tɕɪjˈkofskʲɪj] ( 듣기), 문자 개혁 이전: Петръ Ильичъ Чайковскій
3. ↑  Steen, Michael (2004). 《The Lives and Times of Great Composers》 (영어). Oxford University Press. 663쪽. ISBN 0-19-522218-0.
4. ↑  Alberge, Dalya (2018년 6월 2일). “Tchaikovsky and the secret gay loves censors tried to hide”. 《the Guardian》 (영어). 2023년 1월 5일에 확인함.
5. ↑  Wiley, Christopher Mark (2008). 《Rewriting Composers' Lives: Critical Historiography and Musical Biography》 (PhD dissertation) (영어). Royal Holloway, University of London. 222–223, 229, 324, 333–337쪽. 2023년 1월 5일에 확인함.
6. ↑  Summers, Claude (2004). 《The queer encyclopedia of music, dance & musical theater》 Fir판. San Francisco: Cleis Press. 255쪽. ISBN 9781573448758. 2023년 1월 5일에 확인함.
7. ↑  Leonowitz, Jacob (2016년 4월 6일). “Reevaluating Perceptions of Tchaikovsky's Pathétique Symphony”. 《Duquesne University Undergraduate Research and Scholarship Symposium》. 2023년 2월 10일에 확인함.
8. ↑  Peraino, Judith A. (2005년 10월 30일). 〈A Music of One's Owndiscipline〉. 《Listening to the Sirens: Musical Technologies of Queer Identity from Homer to Hedwig》. University of California Press. 68–109쪽. doi:10.1525/california/9780520215870.003.0003. ISBN 9780520215870.
9. 1 2  KEELING, BRET L. (2003). “"No Trace of Presence": Tchaikovsky and the Sixth in Forster's "Maurice"”. 《Mosaic: An Interdisciplinary Critical Journal》 36 (1): 85–101. ISSN 0027-1276. JSTOR 44030280. 2023년 2월 10일에 확인함.